# Семантический рабочий стол
Семантический рабочий стол (в информатике) — обобщённый термин, обозначающий идеи, связанные с изменением компьютерных пользовательских интерфейсов и возможностей управления данными так, что обмен ими между различными приложениями или задачами упрощается, и невозможная ранее автоматическая обработка данных одним компьютером становится возможной. Сюда также включаются некоторые идеи о возможности автоматического обмена информацией между людьми. Эта концепция связана с семантической паутиной, но отличается тем, что основной интерес представляет персональное использование информации.

## Общее описание
Представление семантического рабочего стола может рассматриваться как ответ на осознаваемые проблемы существующих пользовательских интерфейсов.
Не обладая качественными метаданными, компьютеры не способны без труда узнавать множество зачастую необходимых атрибутов файлов.
Например, предположим, что кто-то скачивает документ, созданный конкретным автором, по конкретной теме; хотя наверняка из документа будет ясна его тема, автор, источник и, возможно, информация об авторском праве, компьютеру может быть не так просто получить эту информацию и обрабатывать её в различных приложениях — таких, как файловые менеджеры, локальные поисковики файлов и т. д. Это означает, что компьютер не сможет осуществлять поиск, фильтрацию или иные действия над информацией с максимальной эффективностью. Это основная проблема, которой занимается семантическая паутина.
Также существует проблема зависимости различных файлов друг от друга. Например, в UNIX-подобных операционных системах электронные письма хранятся отдельно от файлов. Ни одна из проблем не имеет отношения к задачам, заметкам или запланированным действиям, которые могут храниться в программе-календаре.
Контактные данные могут храниться в другой программе. Так или иначе, все эти формы представления информации могут одновременно быть актуальными и необходимыми для какой-либо конкретной задачи.
В связи с этим, пользователь часто будет получать — с помощью браузера или иной программы — доступ к большому количеству информации из интернета, которая отделена от информации, локально хранимой на компьютере.
Семантический рабочий стол — это попытка решить часть или все эти проблемы разом путём расширения возможностей операционной системы, делая возможным управление всеми данными с помощью технологий семантической паутины. Улучшенные пользовательские интерфейсы (или плагины к существующим приложениям), основанные на такой интеграции данных, могут давать пользователю целостностное представление о хранимых знаниях. Некоторые операционные системы, такие как BeOS, имеют файловые системы, схожие по функциональности с реляционными базами данных, которые хранят метаданные о документе прямо в файловой системе, что является существенным шагом на пути к семантическому рабочему столу.
Термину было дано следующее определение (Sauermann, 2005):

Семантический рабочий стол — это устройство, на котором каждый хранит всю его цифровую информацию — документы, мультимедиа и сообщения. Они интерпретируются как ресурсы семантической паутины, каждый из которых имеет уникальный идентификатор (URI), все данные доступны, и их можно запросить как RDF-граф. Ресурсы из сети могут сохраняться, а авторским контентом можно делиться с другими. Онтологии позволяют пользователю выражать персональные интеллектуальные модели и формировать семантическую связку, соединяющую информацию и системы. Приложения действуют указанным образом, и хранение, считывание, взаимодействие происходят через онтологии и протоколы семантической паутины. Семантический рабочий стол — существенное дополнение к пользовательской памяти.

## Различные интерпретации семантического рабочего стола
Существуют различные интерпретации идеи семантического рабочего стола. В наиболее узком смысле она может интерпретироваться как добавление механизмов привязывания считываемых компьютером метаданных к файлам. В крайних случаях она может трактоваться как полная замена существующим пользовательским интерфейсам, унифицирующая все формы данных и обеспечивающая единый последовательный интерфейс. В зависимости от решаемой проблемы, есть много степеней градации между двумя перечисленными вариантами.

## Кампания по стандартизации
С целью поощрения взаимодействия между различными реализациями и публикации стандартов, сообщество проекта NEPOMUK в 2008 основало OSCA Foundation фонд OSCA Foundation (OSCAF). С июня 2009 разработчики из сообществ NEPOMUK-KDE и Xesame сотрудничают с OSCAF, чтобы помочь стандартизировать форматы данных для KDE, Gnome и Freedesktop. Стандарты NEPOMUK/OSCAF используются в этих проектах и Nokia’s Maemo Platform .

## Связь с семантической паутиной
Семантическая паутина главным образом занимается тем, чтобы компьютеры, благодаря считываемым машинным путём метаданным, могли обрабатывать разделяемую информацию; создание форматов и стандартов завязано на этом. 

## Внешние ссылки
- SemanticDesktop.org